# Wilhelm Beer
Wilhelm Beer (født 4. januar 1797, død 27. marts 1850) var en tysk astronom, der er kendt for at have observeret Mars sammen med Johann Heinrich Mädler. I 1840 lavede de et kort over Mars og beregnede dens rotationsperiode til at være 24 t 37 min 22,7 sek. Kun 0,1 sekund fra den egentlige rotationstid på 24 t 37 min 22,6 sek.